# Гречка (певица)
Гре́чка (настоящее имя — Анастаси́я Дми́триевна Ивано́ва; род. 1 марта 2000, Кингисепп, Россия) — российская певица и автор песен.

## Биография

### Ранние годы
Родилась 1 марта 2000 года в городе Кингисепп Ленинградской области. По словам певицы, она в двенадцать лет посмотрела фильм «Camp Rock», решила стать рок-звездой, и родители купили ей гитару. Через несколько лет она начала играть и петь на улице в родном городе, в том числе каверы на песни Валентина Стрыкало. C октября 2016 года по апрель 2017 записывала и выкладывала на сервисе «ВКонтакте» свои песни. В 17 лет переехала в Санкт-Петербург для поступления в Колледж водных ресурсов.

### Начало карьеры (2017—2019)
Пробовала петь на улицах в Санкт-Петербурге, но вскоре её заметил создатель лейбла «Ionoff Music» Александр Ионов. Там же у Гречки 14 октября 2017 года состоялся дебютный концерт, а Ионов спродюсировал дебютный студийный альбом Гречки «Звёзды только ночью», добавив к песням только барабаны и бас, и 21 декабря 2017 года альбом был выложен в группе «ВКонтакте».
Уже в январе «Афиша Daily» назвала Гречку «музыкальным открытием 2018 года». Песня «Люби меня, люби» попала в ротацию на петербургском Love Radio. В феврале 2018 года сыграла на разогреве у группы «Пошлая Молли», а в марте выступила в шоу «Вечерний Ургант» с песней «Люби меня, люби». В марте 2018 года интернет-издание «Meduza» писало о ней: «В российской музыке сейчас все происходит очень быстро, но это всё равно беспрецедентный взлет, тем более что выступление на телевидении — не совсем аванс: были уже и концерты по всей России, и радиоэфиры, и корпоративы».
Гречка 4 апреля 2018 года сыграла свою песню «Люби меня, люби» (припев принадлежит группе «Отпетые мошенники») среди уличных музыкантов в Санкт-Петербурге, рядом с ТРЦ «Галерея» на Лиговском проспекте. Видео было выложено на YouTube.
В июне 2018 года Гречка выступила на фестивалях «Боль» и «Стереолето». В августе 2018 выступила на рок-фестивале «Нашествие-2018».
В 2018 году певица Земфира написала грубые оскорбления в сторону Гречки за её внешность, голос и песни, после чего ей пришлось извиниться перед Анастасией лично. Высказывания сильно повлияли на Гречку, после чего она впала в депрессию и какое-то время перестала появляться на публике.
В конце 2018 года Гречка и Ионов приняли решение прекратить сотрудничество.
В ноябре 2018 года Гречка выпустила альбом «Мы будто персонажи». В альбом вошло восемь композиций (длительностью около получаса) об эмоциональных переживаниях, о дружбе и любви.
В марте 2019 года выпустила альбом с архивными записями «Сборник малолетки». Вошедшие в него песни были записаны, когда Гречке было 16—17 лет. Песни из этого альбома были опубликованы певицей до релиза альбома, то есть Гречка их выпустила в данном альбоме официально.

### «Из доброго в злое», «Хватит», «Не за что» (с 2020 года)
В январе 2020 года выпустила альбом «Из доброго в злое». Альбом вдохновлен EP «She is coming» Майли Сайрус, группами Paramore и Coldplay, а также роковыми саундтреками к диснеевским сериалам 2000-х.
25 февраля 2020 года певица опубликовала сингл «PDR» в официальной группе «ВКонтакте» вместе с клипом, опубликованным на видеохостинге «YouTube».
9 октября 2020 года выходит её новый мини-альбом «Хватит», состоящий из четырёх треков.
12 марта 2021 года Гречка выпустила свой новый альбом «Не за что».
7 июля 2022 года издание «Фонтанка» опубликовало список музыкальных исполнителей, чьи выступления в России якобы были сочтены нежелательными. По сведениям издания, данный документ распространялся среди промоутеров. Среди прочих лиц там значилась и Гречка.

### Личная жизнь
В 2021 году в интервью упомянула, что состояла в отношениях с девушкой.

## Дискография

### Студийные альбомы
- 2017 — «Звёзды только ночью»[24]
- 2018 — «Мы будто персонажи»[25]
- 2020 — «Из доброго в злое»[26]
- 2021 — «Не за что»[27]
- 2024 — «Русская тоска»

### Мини-альбомы
- 2018 — «Недокасаемость»[28]
- 2020 — «Хватит»[29]
- 2021 — «Закат Диснея»[30]
- 2023 — «Песни для девочек»

### Сборники
- 2019 — «Сборник малолетки»[31]

### Участие в трибьютах
- 2019 — «Без меня. Трибьют Егора Летова» — «Всё идёт по плану»

### Синглы
- 2019 — «Гранжстайл»[32]
- 2019 — «Здесь были»[33]
- 2020 — PDR[34]
- 2021 — «Тысяча моментов»[35]
- 2021 — «Ищу»[36]
- 2021 — «Это не любовь»
- 2021 — «Не моё»
- 2022 — «Молчи»
- 2022 — «Кровавая луна»
- 2023 — «Больше чем»

### Видеоклипы
- 2019 — «Гранжстайл»[32]
- 2020 — «PDR»[34]
- 2021 — «Это убило меня»[37]
- 2022 — «Не моё»
- 2024 — «Хочется»